# EUPOL
Az Európai Unió 2007. június 15-én indította el az EUPOL Afganisztán rendőri missziót. A misszió célja elősegíteni egy fenntartható és hatékony, a közösségi rendőrség eszméjéhez igazodó rendészet megteremtését, amiben az igazságszolgáltatás valamennyi szerve kölcsönös kapcsolatban áll egymással. Ezen cél elérése érdekében a misszió megfigyelői, mentori, tanácsadói és oktatói feladatot lát el miniszteriális, valamint regionális szinten.
A misszió támogatást nyújt Afganisztán azon reformtörekvéseihez, melyek célja egy nemzetközi normák alapján működő, a jogállamiságot, így az emberi jogokat is tiszteletben tartó és a közösség bizalmát élvező rendőrség megteremtése.